# John W. Snyder
Pour les articles homonymes, voir Snyder.
John Wesley Snyder, né le 21 juin 1895 à Jonesboro (Arkansas) et mort le 8 octobre 1985 à Seabrook Island (Caroline du Sud), est un homme d'affaires et homme politique américain. Membre du Parti démocrate, il est secrétaire au Trésor entre 1946 et 1953 dans l'administration du président Harry S. Truman.

## Récompenses
- 1951 : Té d'argent de la National Cartoonists Society